# کیم یونگ-سو (بازیکن فوتبال)
کیم یونگ-سو (انگلیسی: Kim Yong-su؛ زادهٔ ۲۱ دسامبر ۱۹۷۹) بازیکن سابق و مربی فوتبال اهل کره شمالی است.
وی همچنین در تیم ملی فوتبال کره شمالی بازی کرده است.